# Anglity
Anglity (niem. Anglitten) – kolonia w Polsce położona w województwie warmińsko-mazurskim, w powiecie elbląskim, w gminie Pasłęk. Wieś wchodzi w skład sołectwa Anglity.
W latach 1975–1998 miejscowość administracyjnie należała do województwa elbląskiego.

## Zabytki
Do wojewódzkiego rejestru zabytków wpisane są obiekty:
- pałac z 1796; dawny majątek ziemski w XIX w. był własnością baronów von Minnigerode. Obiekt położony nad stawem, pochodzi z drugiej połowy XVIII w. Budynek jednopiętrowy, przykryty dachem naczółkowym. Od frontu dwukondygnacyjny ryzalit wsparty na czterech kolumnach, w przyziemiu otwarty.

## Kościoły i Związki Wyznaniowe
- Kościół Rzymskokatolicki
- Świecki Ruch Misyjny „Epifania” – zbór w Anglitach.